# Microdipodops
Microdipodops is een geslacht van zoogdieren uit de familie van de wangzakmuizen (Heteromyidae). De wetenschappelijke naam van het geslacht werd in 1891 gepubliceerd door Clinton Hart Merriam.

## Soorten
Er worden 2 soorten in dit geslacht geplaatst:
- Microdipodops megacephalus Merriam, 1891 – Donkere kangoeroemuisgoffer
- Microdipodops pallidus Merriam, 1901 – Bleke kangoeroemuisgoffer